# Salusa Secundus
Salusa Secundus è un pianeta del ciclo di Dune dello scrittore Frank Herbert.
Salusa era la capitale originale dell'Impero e il luogo d'origine della Casa Corrino, ma in seguito divenne il pianeta prigione dell'imperatore Padishah Shaddam IV.

## Caratteristiche
Salusa Secundus è un mondo dalle terribili condizioni climatiche, in cui sopravvivere è difficile e solo i più forti vi riescono. Originariamente era il pianeta capitale dell'impero, un mondo ospitale e accogliente dal quale la Casa Corrino amministrava tutti i mondi ad essa legati.

Le terribili condizioni avverse alla vita sono la conseguenza dell'attacco di una Casa (di cui non si conosce il nome perché cancellata dalla storia) con le armi nucleari, bandite dalla Grande Convenzione che regola i rapporti tra le Grandi Case. Questo avviene nel 1487 AG (after Guild, dopo la Gilda).

Successivamente al devastante attacco la Casa Corrino e tutta l'amministrazione imperiale si trasferirono su Kaitain, lasciando il pianeta al suo destino.
Proprio per i racconti e le leggende nate intorno all'asprezza di Salusa, Liet Kynes, figlio del planetologo imperiale Pardot Kynes, partirà per un lungo periodo, insieme ai contrabbandieri capitanati da Dominic Vernius, per esplorarne i territori già visitati dal padre.
Nel susseguirsi del romanzo di Dune si capisce come le terribili condizioni del pianeta siano sfruttate dalla Casa imperiale per addestrare i terribili Sardaukar, i soldati fedeli all'imperatore, terrore di tutte le Grandi Case. Solo i Fremen, guidati dal Messia Paul Atreides, riusciranno a sconfiggerli alla fine del romanzo, proprio perché forgiati anche loro da condizioni di vita avverse.